# Bye Bye Boredom
Bye Bye Boredom är en svensk dramafilm från 2024, i regi och manus av Elina Sahlin. Filmen är en uppväxtskildring och utspelar sig i Norrlands inland.
Filmen förhandsvisades på Göteborg Film Festival den 31 januari 2024 och hade premiär på Folkets Bio den 6 september 2024. Den hade internationell premiär på Warsaw Film Festival i oktober 2024.

## Handling
Filmen skildrar livet för 13-åriga hästtjejen Jackie, som tycker om att köra epa och ta droger med bästa vännen Nova. Livet förändras när Nova dör under ett drogrus. I sorgen rymmer Jackie hemifrån med sina skuldkänslor för att ta reda på sanningen kring Novas död.

## Rollista (i urval)
- Kiwi Casslind – Jackie
- Kevin Tullgren – Casper
- Electra Hallman – Leene
- Maja Waessman – Nova
- Albin Grenholm – Anders
- Hugo Hamlund – Timmy
- Kalled Mustonen – Mange

## Produktion
Filmen är producerad av Christian Kielberg för Tinker tailor, i samproduktion med Film Västernorrland. Bye Bye Boredom började spelas in i september 2022, i Viskan och Torpshammar, under arbetsnamnet Glaspest.

## Mottagande
Bye Bye Boredom fick allmänt betyg nära mitten på betygsskalan, mellan 2 och 3 på en 5- eller 6-gradig skala, av den svenska kritikerkåren. Flera ansåg att den fångar livet bra och uppskattar att miljöerna sticker ut, men samtidigt att den inte utvecklas tillräckligt mycket och att en del frågor inte besvaras.